# The Model's Confession
The Model's Confession er en amerikansk stumfilm fra 1918 af Ida May Park.

## Medvirkende
- Mary MacLaren - Iva Seldon
- Kenneth Harlan - Billy Ravensworth
- Edna Earle - Rita Challoner
- Herbert Prior - Bertrand Seldon
- Louis Willoughby - Clay Stewart